# HD38210
HD38210 — хімічно пекулярна зоря спектрального класу A4, що має видиму зоряну величину в смузі V приблизно  8,8.
Вона  розташована на відстані близько 1124,7 світлових років від Сонця.